# Helsingborg
Helsingborg (pronunția suedeză [ˈhɛlsiŋˈbɔrj]) este un oraș din Suedia cu 95 444 locuitori (în 2008). Helsingborg este un oraș pitoresc de coastă, care este foarte aproape de Danemarca.

## Demografie
| \| Evoluția demografică a zonei urbane Helsingborg, 1970–2015 \| Evoluția demografică a zonei urbane Helsingborg, 1970–2015 \| Evoluția demografică a zonei urbane Helsingborg, 1970–2015 \| Evoluția demografică a zonei urbane Helsingborg, 1970–2015 \| Evoluția demografică a zonei urbane Helsingborg, 1970–2015 \| \| --------------------------------------------------------------------------------------- \| ---------------------------------------------------------- \| ---------------------------------------------------------- \| ---------------------------------------------------------- \| ---------------------------------------------------------- \| \| An \| \| \| Locuitori \| \| \| 1970 \| 1970 \| \| 82.008 \| 82.008 \| \| 1975 \| 1975 \| \| 80.986 \| 80.986 \| \| 1980 \| 1980 \| \| 77.291 \| 77.291 \| \| 1990 \| 1990 \| \| 81.615 \| 81.615 \| \| 1995 \| 1995 \| \| 84.494 \| 84.494 \| \| 2000 \| 2000 \| \| 87.914 \| 87.914 \| \| 2005 \| 2005 \| \| 91.457 \| 91.457 \| \| 2010 \| 2010 \| \| 97.122 \| 97.122 \| \| 2015 \| 2015 \| \| 104.250 \| 104.250 \| \| Sursa: SCB - Statistika Centralbyrån, Folkmängden per tätort. Vart femte år 1960 - 2016 \| \| \| \| \| |      |  |           |         |
| Evoluția demografică a zonei urbane Helsingborg, 1970–2015 |      |  |           |         |
| An |      |  | Locuitori |         |
| 1970 | 1970 |  | 82.008    | 82.008  |
| 1975 | 1975 |  | 80.986    | 80.986  |
| 1980 | 1980 |  | 77.291    | 77.291  |
| 1990 | 1990 |  | 81.615    | 81.615  |
| 1995 | 1995 |  | 84.494    | 84.494  |
| 2000 | 2000 |  | 87.914    | 87.914  |
| 2005 | 2005 |  | 91.457    | 91.457  |
| 2010 | 2010 |  | 97.122    | 97.122  |
| 2015 | 2015 |  | 104.250   | 104.250 |
| Sursa: SCB - Statistika Centralbyrån, Folkmängden per tätort. Vart femte år 1960 - 2016 |      |  |           |         |

## Subdiviziuni
Orașul Helsingborg este împărțit în 32 de districte: Noor, Mariastaden, Ringstorp, Berga, Drottninghög, Dalhem, Tågaborg, Stattena, Fredriksdal, Slottshöjden, Olympia, Centrum, Eneborg, Wilson Park, Rosengården, Husensjö, Sofieberg, Adolfsberg, Söder, Högaborg, Fältabacken, Närlunda, Eskilsminne, Gustavslund, Planteringen, Elineberg, Ramlösa, Miatorp, Högasten, Ättekulla și Råå.

## Personalități născute aici
- Dietrich Buxtehude (1637 - 1707), compozitor, organist danez;
- Gustaf Adolf Boltenstern (1861 - 1935), sportiv olimpic la călărie;
- Anders Österling (1884 - 1981), scriitor;
- Carl Silfverstrand (1885 - 1975), atlet, gimnast olimpic;
- Axel Ståhle (1891 - 1987), sportiv olimpic la călărie;
- Karl Erik Olsson (1938 - 2021), om politic;
- Odd Nerdrum (n. 1944), pictor norvegian;
- Lars Vilks (1946 - 2021), artist plastic;
- Inger Johansson (n. 1947), traducătoare;
- Gunnar Nilsson (1948 - 1978), pilot de Formula 1;
- Roland Nilsson (n. 1963), fotbalist;
- Johan Liiva (n. 1970), cântăreț;
- Henrik Larsson (n. 1971), fotbalist;
- Nick Bostrom (n. 1973), filozof;
- Peter Wildoer (n. 1974), muzician;
- Jenny Marielle Pettersson (cunoscută ca Velvet, n. 1975), cântăreață;
- Khaddi Sagnia (n. 1994), atletă.